# Discriminare pe bază de limbă
Discriminarea pe bază de limbă (numită și discriminare lingvistică și glotofobie) este tratamentul discriminatoriu al persoanelor pe baza limbii vorbite și a caracteristicilor vorbirii lor, cum ar fi limba lor maternă, accent, dimensiunea percepută a vocabularului (dacă vorbitorul folosește sau nu cuvinte complexe și variate), modalitate și sintaxă. De exemplu, un vorbitor de occitană din Franța va fi probabil tratat diferit de un vorbitor de franceză.
Pe baza unei diferențe în utilizarea limbii, o persoană poate forma automat judecăți cu privire la averea, educația, statutul social, caracterul sau alte trăsături ale altei persoane, ceea ce poate duce la discriminare. Acest lucru a condus la dezbateri publice privind teoriile localizării și prevalența diversității generale în numeroase națiuni din Occident.
Discriminarea lingvistică a fost considerată la început un act de rasism. La mijlocul anilor 1980, lingvista Tove Skutnabb-Kangas a surprins ideea de discriminare bazată pe limbă sub denumirea de lingvisticism, care a fost definit ca „ideologii și structuri utilizate pentru a legitima, efectua și reproduce diviziuni inegale ale puterii și resurselor (materiale și imateriale) între grupuri care sunt definite pe baza limbii” Deși acestei forme de discriminare i s-au dat nume diferite, toate au aceeași definiție. Discriminarea lingvistică este determinată cultural și social din cauza preferinței pentru o anumită utilizare a limbii în detrimentul altora.
Cercetătorii au analizat rolul imperialismului lingvistic în lingvistică, unii afirmând că vorbitorii de limbi dominante gravitează în direcția discriminării față de vorbitorii altor limbi mai puțin dominante, în timp ce se dezavantajează lingvistic rămânând monolingvi.
Potrivit lui Carolyn McKinley, acest fenomen este cel mai prezent în Africa, unde majoritatea populației vorbește limbile europene introduse în timpul epocii coloniale; statele africane au instituit, de asemenea, limbile europene ca principal mediu de instruire, în locul limbilor indigene. Rapoartele UNESCO au remarcat faptul că, din punct de vedere istoric, de acest lucru a beneficiat doar clasa superioară africană, dezavantajând, în schimb, majoritatea populației africane, care are un nivel variabil de fluență în limbile europene vorbite pe continent.
Cercetătorii au remarcat, de asemenea, influența dominației lingvistice a limbii engleze asupra disciplinelor academice; Anna Wierzbicka, profesor de lingvistică la Universitatea Națională Australiană, a descris discipline precum științele sociale și umaniste ca fiind „blocate într-un cadru conceptual bazat pe limba engleză”, împiedicând mediul academic în ansamblu să ajungă la o „perspectivă mai universală, independentă de cultură”.

## Prejudiciu lingvistic
Vorbitorii cu anumite accente se pot confrunta cu prejudecăți. De exemplu, unele accente au mai mult prestigiu decât altele, în funcție de contextul cultural. Cu toate acestea, având în vedere că există atât de multe dialecte, poate fi dificil să se stabilească care este cel mai preferabil. Cel mai bun răspuns pe care îl pot da lingviștii, precum autorii cărții Do You Speak American?, este că depinde de locație și de vorbitor. Cercetările au stabilit totuși că unele sunete din anumite limbi pot fi percepute ca sunând mai puțin plăcut în mod natural. De asemenea, anumite accente tind să aibă mai mult prestigiu în anumite societăți decât alte accente. De exemplu, în Statele Unite, în multe contexte, cum ar fi jurnalismul de televiziune, se preferă să se vorbească cu un accent general american (o variantă asociată cu clasa de mijloc albă). De asemenea, în Regatul Unit, Received Pronunciation este asociată cu apartenența la o clasă socială superioară și, prin urmare, sunt tratați cu o mai mare simpatie. Pe lângă prestigiu, cercetările au arătat că anumite accente pot fi, de asemenea, asociate cu o inteligență mai redusă și cu abilități sociale mai slabe. Un exemplu poate fi văzut în diferența dintre sudici și nordici în Statele Unite, unde oamenii din nord sunt percepuți de obicei ca având un caracter mai puțin simpatic, iar sudicii sunt percepuți ca fiind mai puțin inteligenți. După cum susține sociolingvistul Lippi-Green, „s-a observat pe scară largă că atunci când se scriu istorii, acestea se concentrează asupra clasei dominante... În general, studiile privind dezvoltarea limbii de-a lungul timpului se concentrează foarte strict pe cea mai mică parte a vorbitorilor: cei care au puterea și resursele necesare pentru a controla distribuția informațiilor”.

## Origine
Discriminarea lingvistică a apărut înainte ca termenul să fie consacrat. În anii 1980, cercetătorii au explorat legătura dintre rasism și limbi. Discriminarea lingvistică făcea parte din rasism atunci când a fost studiată pentru prima dată. Primul caz găsit care a ajutat la stabilirea termenului a fost în Noua Zeelandă, unde colonizatorii albi judecau populația nativă, Māori, prin limba lor. Discriminarea lingvistică poate proveni din instituții fixe și stereotipuri ale clasei de elită. Elitele își dezvăluie rasismul puternic prin scris, vorbit și alte metode de comunicare, oferind o bază pentru discriminare. Modul lor de a vorbi o limbă este considerat superioar, subliniind ideea că modul în care cineva vorbește o limbă este legat de statutul social, economic și politic.
Pe măsură ce sociolingvistica a evoluat, cercetătorii au început să recunoască necesitatea unui cadru mai nuanțat pentru a analiza interacțiunile complexe dintre limbă și identitatea socială. Acest lucru a dus la introducerea ideologiei lingvistice, un concept critic care abordează în mod specific nuanțele discriminării lingvistice, fără a o confunda cu problemele mai ample ale rasismului. Ideologia lingvistică poate fi definită ca fiind convingerile, atitudinile și presupunerile pe care societatea le are cu privire la limbă, inclusiv ideea că modul în care vorbește o persoană poate servi drept indicator puternic al statutului social și al identității sale în cadrul unei comunități. Această perspectivă permite cercetătorilor să descopere modul în care anumite caracteristici lingvistice –cum ar fi accentele, dialectele și modelele de vorbire– sunt adesea încărcate cu semnificații sociale care pot perpetua stereotipurile despre diferite grupuri. Implicația este că aceste ideologii ne modelează percepțiile și evaluările vorbitorilor, conducând la practici discriminatorii bazate pe caracteristici lingvistice. În consecință, discriminarea lingvistică poate fi înțeleasă ca un fenomen profund înrădăcinat în convingerile societale și în prejudecățile cognitive, care evidențiază intersecționalitatea dintre limbă, identitate și dinamica puterii în cadrul diferitelor populații. Prin concentrarea asupra ideologiei lingvistice, sociolingvistica oferă o lentilă mai precisă prin care se pot examina consecințele sociale ale utilizării limbii și inegalitățile sistemice care rezultă din astfel de percepții. Această abordare nu numai că ne îmbogățește înțelegerea limbajului ca instrument social, dar subliniază, de asemenea, importanța examinării critice a ideologiilor care stau la baza judecăților noastre despre vorbire și vorbitorii înșiși.

## Importanța limbii și a grupului social
Este natural ca ființele umane să dorească să se identifice cu ceilalți. Un mod prin care facem acest lucru este categorisirea indivizilor în grupuri sociale specifice. În timp ce unele grupuri sunt adesea presupuse a fi ușor de observat (cum ar fi cele definite de etnie sau gen), alte grupuri sunt mai puțin evidente. Lingvistul Carmen Fought explică modul în care utilizarea limbajului de către o persoană îi poate permite altei persoane să o clasifice într-un grup social specific care, altfel, ar putea fi mai puțin evident. Limba oferă o punte de legătură pentru apariția prejudecăților pentru aceste grupuri sociale mai puțin importante.